# Medina stammeri
Medina stammeri är en tvåvingeart som först beskrevs av Louis-Paul Mesnil 1952.  Medina stammeri ingår i släktet Medina och familjen parasitflugor.
Artens utbredningsområde är Kongo. Inga underarter finns listade i Catalogue of Life.